# Zlatko Glavanović Glavir
Zlatko Glavanović Glavir (23. rujna 1934. – Zagreb, 10. prosinca 2018.), nastavnik tjelesnog odgoja, izviđač i streličar, istaknuti hrvatski sportaš, streličar, doajen streličarstva. Ispucao je više od 300.000 strijela i sudjelovao na 547 turnira.

## Životopis
Školovao se u Zagrebu, gdje je završio Učiteljsku školu u Medulićevoj 1952., a kasnije je završio i Višu Pedagošku Akademiju na Savskoj cesti, danas Učiteljski fakultet, smjerove geografiju i tjelesni odgoj. Radio je kao nastavnik tjelesnog odgoja cijeli svoj profesionalni život, bio je aktivni skijaš, a od 1972. sportaš u streličarstvu.
Sudionik je prvog tečaja za izviđačke vođe, prvog koji je održan nakon Drugog svjetskog rata, a održao se je od 19. do 22. svibnja 1951. Nakon tog tečaja izviđački pokret u Hrvatskoj i Jugoslaviji sve više buja i jača, a da bi u 1980-im godinama dostigao brojku od 44.000 hrvatskih izviđača. Bio je član Izviđačkog odreda Ivan Goran Kovačić.
Glavir je zasigurno jedan od najzaslužnijih za visoko kotiranje znanja i kvalitete odgoja u izviđačkoj organizaciji (nekoć Savez izviđačkih organizacija Jugoslavije, a danas Saveza izviđača Hrvatske).
Dana 6. rujna 1962. zajedno s Krešimirom Luckarsom Luckom i Sonjom Novak osniva mješovitu izviđačku jedinicu, 15. četu "Tornado" na Osnovnoj školi "Božidar Adžija" u ulici Augusta Harambašića 18, Zagreb. Bio je izviđački instruktor, starješina čete, a kasnije i predsjednik Kluba izviđača Bura (klub izviđača je okupljao i dalje okuplja sve izviđače koji su bili aktivniji u mladosti, ali čije srce i dalje kuca izviđačkim ritmom). Sve do smrti bio je član "Tornada" i moralna vertikala koju se je uvijek moglo pitati za poneki izviđački savjet.
Bio je aktivni streličar, aktivan u Streličarskom klubu Dubrava, prvak Zagreba, Hrvatske i Europe, osvajač više stotina medalja na turnirima i natjecanjima, kao što su državna i međunarodna. Sveukupno je prisustvovao na 607 turnira, na posljednjem mjesec dana prije svoje smrti. Povodom svog dugog staža i bavljenja streličarstvom ukazana mu je čast da kao dugogodišnji zasluženi hrvatski sportaš bude počasnim sudionikom i nosačem olimpijskog plamena na Olimpijadi u Londonu 2012. godine.